# 형영당 일기
《형영당 일기》는 MBC에서 2014년 11월 2일에 방영한 드라마 페스티벌 시즌 2의 네 번째 작품이다.

## 등장 인물

### 주요 인물
- 임주환 : 김상연 역
- 이원근 : 김홍연 역
- 이재윤 : 이철주 역
- 손은서 : 민회정 역
- 조지환 : 노복 역
- 이희진 : 기생 역

### 그 외 인물
- 김준민
- 박소정
- 임재민
- 안성헌
- 허인구
- 강주희
- 문창완
- 김서정
- 김상일

### 특별출연
- 안내상 : 김상연의 아버지 역